# Галицький Сергій Феодосійович
Сергій Феодосійович Галицький (нар. 12 грудня 1960, Хмельницький) — український дизайнер; член Хмельницької організації Спілки художників України з 1993 року.

## Біогорафія
Народився 12 грудня 1960 року у місті Хмельницькому (нині Україна). 1986 року закінчив Харківський художньо-промисловий інститут (викладачі з фаху — Сергій Павлов, М. Сватуха, Віктор Сидоренко, Вачаган Норазян).
Впродовж 1988–1992 років працював у Хмельницьких художньо-виробничих майстернях.

## Роботи
Основні напрям творчості — проектування інтер'єрів, музейних та виставкових експозицій. Серед робіт:

### Оформлення
- залів «Селянський побут» і «Вітчизняна війна» Петровського краєзнавчого музею у місті Світлограді Ставропольського краю (Росія, 1986);
- Новоушицького краєзнавчого музею (1989);

### Проєкти
- забудови смт Віньківців (1990);
- бювету санаторію «Товтри» у смт Сатанові (1992);
- музею «Літературна Хмельниччина» у Хмельницькому (1993);
- готелю «Енеїда» у Хмельницькому (1993);
- інтер'єру ресторану «Дикий мед» у селі Гелетинцях (2005).

Автор плаката «Море миру» (1984).
Бере участь у всеукраїнських мистецьких виставках з 1990 року.